# Астраханкина, Татьяна Александровна
Татья́на Алекса́ндровна Астраха́нкина (род. 20 декабря 1960 года в г. Ржеве Калининской области, РСФСР, СССР) — российский политический деятель, депутат Государственной Думы РФ I, II и III созывов. В прошлом секретарь центрального комитета КПРФ по социальным вопросам, входила в руководящие органы Всероссийской коммунистической партии будущего, членом Центрального политического совета партии «Патриоты России».

## Биография
С 1978 по 1983 год работала корреспондентом, а с 1983 по 1993 заведующей сельскохозяйственного отдела газеты «Ржевская правда». В 1983 году вступила в КПСС. Избиралась депутатом городского совета Ржева. В 1985 году окончила Ржевский сельскохозяйственный техникум по специальности «агроном», в 1991 году заочно окончила факультет журналистики МГУ имени Ломоносова.
С 1991 по 1993 год была членом Российской коммунистической рабочей партии, в 1993 году вступила в КПРФ. С 1993 года входила в состав редакционного совета газеты КПРФ «Правда России».
В 1993 году была избрана депутатом Государственной думы I созыва от Тверского одномандатного избирательного округа № 172. В Государственной думе была членом комитета по аграрным вопросам, входила во фракцию КПРФ. В 1994 году была избрана первым секретарём Ржевского городского комитета КПРФ.
В 1995 году избрана депутатом Государственной думы II созыва от Тверского одномандатного избирательного округа N 173. В Государственной думе была членом комитета по информационной политике и связи, входила во фракцию КПРФ. В 1997 году возглавляла созданную фракцией КПРФ секцию по духовно-нравственному возрождению России, которая занималась анализом принимаемых Государственной думой законопроектов на предмет их соответствия культурным и духовно-нравственным традициям России. В 1998 году возглавляла временную комиссию Государственной думы по анализу и изучению разгона Верховного Совета России в сентябре-октябре 1993 года.
В 1999 году избрана депутатом Государственной думы III созыва от Тверского одномандатного избирательного округа N 173. В Государственной думе была заместителем председателя комитета по информационной политике, членом комиссии по этике, членом комиссии по вопросам выпуска телевизионной передачи «Парламентский час», входила в Агропромышленную депутатскую группу. В 2001 году была избрана секретарём ЦК КПРФ по социальным вопросам.
В 2003 году участвовала в выборах в Государственную думу по одномандатному округу и по спискам КПРФ, однако в Госдуму не прошла. В 2004 году Астраханкина стала одним из организаторов альтернативного пленума ЦК КПРФ во главе с Геннадием Семигиным. Альтернативный пленум снял Зюганова и его заместителей с должностей, однако ЦИК РФ поддержал официальный пленум во главе с Г. А. Зюгановым, после чего Астраханкина и другие участники альтернативного пленума были исключены из КПРФ.
В 2004 году вошла в руководство Всероссийской Коммунистической партии будущего. В 2006 году баллотировалась в депутаты Законодательно собрания Республики Карелия по спискам партии «Патриоты России», по итогам выборов список партии выборы проиграл. В конце 2000-х годов работала в аппарате Общественной Палаты РФ. С 2010 по 2011 год работала советником главы города Ржева по связям с общественностью и средствами массовой информации.

## Законотворческая деятельность
С 1993 по 2003 год, за время исполнения полномочий депутата Государственной думы I, II и III созыва выступила соавтором 36 законодательных инициатив и поправок к проектам федеральных законов.

## Семья
Замужем, имеет сына.